# Deer Park, New York
Deer Park är en ort i Suffolk County i delstaten New York, USA.